# Шагалов, Анатолий Валерианович
Анато́лий Валериа́нович Шага́лов (15 июля 1924, дер. Мотовилиха, Вологодская губерния — 15 июля 1944, Литовская ССР) — советский пехотинец в годы Великой Отечественной войны. На момент совершения подвига — знаменосец 403-го стрелкового полка 145-й стрелковой дивизии. Герой Советского Союза (24.03.1945, посмертно).

## Биография
Родился 15 июля 1924 года в деревне Мотовилиха (ныне — Вожегодского района Вологодской области). Сын железнодорожного рабочего. Окончил 7 классов Новожиловской восьмилетней школы и школу фабрично-заводского обучения. Работал на железнодорожном транспорте.
С сентября 1942 года в Красной Армии. С декабря 1942 года — участник Великой Отечественной войны. Был дважды ранен в боях в октябре и в ноябре 1943 года. Участвовал в Смоленской и в Витебской наступательных операциях.
Совершил выдающийся подвиг в ходе Белорусской наступательной операции. 14 июля 1944 года части дивизии форсировали реку Швянтойи. Но захваченный плацдарм сразу подвергся немецким атакам.

"...Оборону на западном берегу реки держали не все силы полка: стрелковый батальон, батарея 76-миллиметровых пушек, несколько других  подразделений. Здесь же находился штаб полка с комендантским взводом. Всю ночь  окапывались, ожидая атак противника. На рассвете начался бой.
Анатолий Шагалов вместе со знаменщиками встретил наступавших немцев в  окопах, возле старой усадьбы на окраине городка. На обескровленные в предыдущих  боях подразделения полка, окопавшиеся на западном берегу реки, после  артподготовки были брошены танки с пехотой. Анатолий с товарищами из отделения  знаменщиков отбивался от атакующих, ведя огонь из автомата.
...Началась четвертая атака вражеских солдат, поддержанных танками. Она  была, пожалуй, самой тяжелой. Многие наши бойцы выбыли из строя. Создалась  угроза захвата знамени полка. Знамя спас Анатолий Шагалов.

В наградном листе с описанием подвига, за который бойцу было присвоено  звание Героя Советского Союза, говорится: «Немцы... обрушились всей своей силой  на подразделение, где находилось боевое знамя полка. В неравном бою с врагом  были ранены знаменщики тт. Юдин и Фетисов. Создалась угроза захвата боевого  знамени полка. Тогда тов. Шагалов под огнем противника снял знамя с раненого  сержанта тов. Юдина, обмотал его вокруг себя, скрыв под гимнастеркой, и вместе  с подразделением отбивал яростные атаки врага. При отражении четвертой  контратаки крупных сил пехоты и танков противника... т. Шагалов геройски погиб  на своем боевом посту. Знамя, омытое кровью т. Шагалова, было спасено».— Шагалов Анатолий Валерианович. — Золотые звезды вологжан. — Вологда, 1985. — С. 291-293.
Похоронен в братской могиле советских воинов в городе Аникщяй (Литва).
За мужество и героизм, проявленные в борьбе с захватчиками, Указом Президиума Верховного Совета СССР от 24 марта 1945 года красноармейцу Шагалову Анатолию Валериановичу присвоено звание Героя Советского Союза.
Награждён орденами Ленина (24.03.1945, посмертно), Славы 3-й степени (8.02.1944), медалью «За боевые заслуги» (26.03.1944).